# Bank of America Center (Houston)
Bank of America Center ist der Name eines zwischen 1981 und 1983 errichteten Wolkenkratzers in der amerikanischen Großstadt Houston. Seine Höhe beträgt 238 Meter, somit ist es das vierthöchste Gebäude der Stadt nach dem JPMorgan Chase Tower, dem Wells Fargo Plaza und dem Williams Tower. Das Bürohochhaus besitzt 56 Stockwerke über dem Grund, die eine nutzbare Fläche von 130.000 Quadratmetern zur Verfügung stellen. Durch sein zurückgestuftes Dach und mehrere Verschmälerungen der Grundfläche fällt das braune Hochhaus in der Skyline auf.
Das Unternehmen Hines Development ließ das Gebäude ursprünglich erbauen. Später kaufte die Bank of America die Immobilie und nannte sie von „Republic Bank Center“ in „Bank of America Center“ um. Die Adresse lautet 700 Louisiana Street, Houston, TX.